# Nomeda & Gediminas Urbonas
Nomeda & Gediminas Urbonas (gegründet 1997) ist ein litauisches Künstlerduo, bestehend aus Nomeda Urbonas (* 1968 in Kaunas) und Gediminas Urbonas (* 1966 in Vilnius).
1993 gründeten sie zusammen in Vilnius Jutempus. Einen Raum, der bis 1996 für Ausstellungen und kulturelle Veranstaltungen diente. Die Projekte von Jutempus schaffen seitdem einen Rahmen und dienen als Kommunikationsbasis, die gemäß ihren Absichten „die Grenzen des traditionellen Kunstraums überschreitet und die mit der Gesellschaft verbundenen Medien sucht“.
1998/1999 starteten Nomeda & Gediminas Urbonas gemeinsam mit anderen Künstlern das Projekt tvvv plotas. Es handelt sich dabei um ein interdisziplinäres Kunstforschungsprojekt und eine Diskussionsplattform.
Mit Villa Lituania repräsentierten die Urbonas Litauen auf der Biennale di Venezia.
Das Projekt Transakcija/Transaction/Transaktion wurde 2002 auf der Documenta11 ausgestellt. Es handelt sich dabei um eine Zusammenarbeit, ein Filmarchiv, Videos und ein grafisches Zeichensystem. Kommunikation, mediale Zusammenarbeit, Diskussion, Informationspräsentation und -Vermittlung werden eingesetzt, um Identitätspolitik zu untersuchen. Das Projekt erforscht die Repräsentation des Weiblichen in den Bildern der Medien und seine Auswirkungen auf das soziale Verhalten der Frauen.
Druzba ist eine Ölpipeline, die vom Ural nach Mitteleuropa reicht. Das Projekt Druzba von Nomeda & Gediminas Urbonas wurde im Museu d’Art Contemporani de Barcelona (MACBA) ausgestellt. Die Künstler stellten ein Filmarchiv aus Propagandabotschaften zusammen.
Nomeda & Gediminas Urbonas haben international ausgestellt. Unter anderem auf der Biennale von São Paulo, Berlin Biennale, Moskau Biennale, Biennale d’art contemporain de Lyon, Gwangju Biennale, Manifesta, Documenta11 und Biennale di Venezia.

## Auszeichnungen (Auswahl)
- 2007 Lithuanian National Prize for Culture and Arts
- 2008 Stipendium Montalvo Arts Center in Kalifornien
- 2006 Best International Artist auf der Gwangju Biennale
- 2007 Lobende Erwähnung des Länderpavillons auf der 52. Biennale di Venezia